# Tatjana Sjelechova-Rastopsjina
Tatjana Sjelechova-Rastopsjina (Russisch: Татьяна Шелехова-Растопшина) (Kiev, 4 april 1946) was een Russisch langebaanschaatsster. 
In 1973 behaalde ze de zilveren medaille op het WK Allround in het Zweedse Strömsund. Een jaar later haalde ze een bronzen medaille op het Europees kampioenschap in Alma-Ata.
In 1976 kwam ze voor Rusland uit op de Olympische winterspelen in Innsbruck, op de 1000 meter en 3000 meter.

## Records

### Persoonlijke records[4]
| Afstand    | Tijd   | Datum            | Baan      |
| ---------- | ------ | ---------------- | --------- |
| 500 meter  | 43,50  | 1 april 1974     | Medeo     |
| 1000 meter | 1.26,8 | 20 maart 1973    | Medeo     |
| 1500 meter | 2.14,3 | 19 maart 1973    | Medeo     |
| 3000 meter | 4.47,0 | 20 maart 1973    | Medeo     |
| 5000 meter | 8.48,3 | 18 december 1976 | Boedapest |